# Roederiodes bilobatus
Roederiodes bilobatus är en tvåvingeart som beskrevs av Wagner, Leese och Arne Panesar 2004. Roederiodes bilobatus ingår i släktet Roederiodes och familjen dansflugor. Inga underarter finns listade i Catalogue of Life.